# RX J1242-11
RX J1242.6-1119A (souvent abrégé RX J1242-11) est une galaxie elliptique située à environ 200 mégaparsecs (environ 650 millions d'années lumière) de la Terre dans la constellation de la Vierge. Sa magnitude apparente est de 14,00.
Selon les interprétations actuelles d'observations faites en rayons X par l'observatoire Chandra et XMM-Newton, le centre de RX J1242.6-1119A héberge un trou noir supermassif d'une masse de 100 millions de masses solaires. Il est responsable d'un événement de rupture par effet de marée (TDE), qui aurait été causé par la dislocation d'une étoile par le trou noir central, et détecté en 1992. 
Cet événement est largement considéré comme étant la première fois qu'un observe avec certitude la destruction d'une étoile par un trou noir supermassif. Ses découvreurs estiment qu'un centième de l'étoile a été consommée ou accrétée par le trou noir.
RX J1242.6-1119A est en couple avec la galaxie voisine RX J1242.6-1119B.